# Baptista de Andrade-klassen
Baptista de Andrade-klassen er en portugisisk krigsskibsklasse, bestående af fire korvetter bygget af det spanske værft Bazán i 1970'erne. Skibene er en forbedret version af João Coutinho-klassen, designet af marineingeniøren Rogério de Oliveira – med bedre våben og sensorer. Ligesom korvetterne af João Coutinho-klassen var Baptista de Andrade korvetterne designet til at operere omkring Portugals oversøiske besiddelser. Fire af skibene skulle efter planen være blevet solgt til den colombianske flåde i 1977 efter Portugal trak sig tilbage fra kolonierne, men handelen blev aldrig gennemført. Et enkelt skib i klassen; Oliveira e Carmo, blev udfaset i 1999. De resterende enheder er stadig i tjeneste med skal efter planen udfases og erstattes af inspektionsskibene af Viana do Castelo-klassen.

## Skibe i klassen
| Pennant | Navn                | Kølen lagt | Søsat           | Indgået          | Skæbne                          | Kaldesignal |
| ------- | ------------------- | ---------- | --------------- | ---------------- | ------------------------------- | ----------- |
| F486    | Baptista de Andrade | -          | 13 marts 1973   | 19 november 1974 | -                               | CTFE        |
| F487    | João Roby           | -          | 3 juni 1973     | 18 marts 1975    | -                               | CTFG        |
| F488    | Afonso Cerqueira    | -          | 6 oktober 1973  | 26 juni 1975     | -                               | CTFH        |
| F489    | Oliveira e Carmo    | -          | 22 februar 1974 | 28 oktober 1975  | udfaset 1999 og skrottet i 2005 | CTFI        |